# Révolte des Jahriyya
La révolte des Jahriyya de 1781 naît des affrontements qui éclatent dans l'ouest de la Chine historique entre deux confréries soufies appartenant à la tariqa Naqshbandiyya : les Jahriyya et leurs rivaux, les Khafiyya. La violence de ces affrontements est telle que le pouvoir central Qing intervient pour mettre fin aux combats entre les deux confréries, ce qui provoque une révolte des Jahriyya, que les Qing écrasent avec l'aide des Khafiyya,. 

## Déroulement
En raison de la multiplication des combats de rue et des procès entre les ordres soufis Jahriyya et Khafiyya, Ma Mingxin, le fondateur de la confrérie Jahriyya, est arrêté pour mettre fin à la violence sectaire entre les Soufis. Les Jahriyya tentent de libérer Mingxin en utilisant la force, ce qui a conduit à son exécution et à l’envoi de troupes pour écraser les rebelles Jahriyya par les autorités mandchoues. En plus de ces motifs religieux, l'historien Jonathan N.Lipman pense que la corruption des fonctionnaires locaux et les détournements de fonds ont joué un rôle dans le déclenchement de ces violences et de la révolte. 
Les Qing ne sont pas seuls dans leur combat contre les révoltés, car les confréries soufies Khafiyya et Gedimu s'unissent avec les Mandchous contre les Jahriyya, auxquels ils sont farouchement opposés:19-20. De manière générale, de nombreux musulmans loyaux aux Qing se sont battus à leurs cotés contre les Soufis révoltés. A contrario, des Chinois se sont joints aux Jahriyya et ont combattu les soldats Qing avec eux.  :21

## Conséquences
Après la fin des troubles, les Qing déportent les rebelles, chinois et Jahriyya, au Xinjiang,. Des partisans des Jahriyya sont également expulsés vers le Guizhou et le Yunnan. Après leur révolte, les Jahriyya sont "étiquetés" par leurs adversaires politiques et religieux comme étant le "Nouvel Enseignement". Le descendant et successeur de Ma Mingxin fut Ma Yuanzhang, un maître soufi Jahriyya, mort lors du séisme ayant eu lieu à Haiyuan en 1920.           
En 1862 et en 1895, les Dounganes se révoltent à deux reprises, dans les régions où a éclaté la révolte des Jahriyya et pour des raisons très similaires, à savoir des violences d'origine religieuse  et des poursuites judiciaires opposant deux ordres soufis Naqshbandiyya , que les Qing tentent de résoudre par la force.

## Voir également
- Révolte des Dounganes
- Islam en Chine